# Heteromolpadia
Heteromolpadia is een geslacht van zeekomkommers uit de familie Molpadiidae.

## Soorten
- Heteromolpadia joyceae Pawson & Vance, 2007
- Heteromolpadia marenzelleri (Théel, 1886)
- Heteromolpadia pikei Pawson, 1965
- Heteromolpadia tridens (Sluiter, 1901)